# Lepanthes rutkisii
Lepanthes rutkisii är en orkidéart som beskrevs av Ernesto Foldats. Lepanthes rutkisii ingår i släktet Lepanthes och familjen orkidéer. Inga underarter finns listade i Catalogue of Life.